# Chercheurs de soleil

Chercheurs de soleil (Sonnensucher en allemand) est un film en noir et blanc est-allemand réalisé par Konrad Wolf en 1958 et qui ne sorti qu'en 1972,.

## Synopsis
En 1949, arrêtées et condamnées pour s'être prostituées à Berlin, Lotte et Emmi sont déportées vers une mine d'uranium à Felsach dans les Monts Métallifères. Là-bas, elles découvriront le quotidien des mineurs Est-Allemands et des cadres Russes. Un imbroglio amoureux apparaitra quand le contremaître Franz Beier s'intéressera à Lotte, qui hésite entre Günter, un jeune mineur allemand et Sergueï Melnikov, un ingénieur soviétique. De son côté, Emmi retrouve la trace de Jupp König, un militant communiste qu'elle avait sauvé pendant la guerre en le cachant de la Gestapo.
Du fait des dangers encourus par la radioactivité et des conditions de travail pénibles, des tensions apparaissent entre la direction soviétique de la mine et les travailleurs Est-Allemands. Un changement de direction apaisera les esprits tandis que Lotte épouse Franz, car il est le premier homme qui la respecte vraiment. Elle se rendra finalement compte qu’elle aime Sergej et lorsque son mari est grièvement blessé dans un accident, elle quittera la mine pour retourner à Berlin.

## Distribution
- Ulrike von Zerboni : Lotte Lutz
- Günther Simon : Franz Beier
- Erwin Geschonneck : Jupp König
- Manja Behrens : Emmi Jahnke
- Viktor Avdyushko : Sergueï Melnikov
- Willi Schrade : Günter Holleck
- Erich Franz : Weihrauch
- Norbert Christian : Joseph Stein
- Agnès Kraus : La femme d'Hagere
- Brigitte Krause : Berta Mattusche
- Horst Kube : Wenzel
- Rumina Schorochowa : Wera
- Vladimir Emelianov : Oberst Fedossjew
- Peter Paul Goes : Tkaczyk
- Gertrude Brendler : non crédité
- Oswald Foerderer : non crédité
- Paul Funk : non crédité
- Hans-Joachim Glaeser : non crédité

## Distinction
- 1975 : Prix d’art de la Société pour l’amitié germano-soviétique[3],[4].

## Réception
Sean Allan et John Sandford ont écrit que la mine ressemblait à une « ville de la ruée vers l’or » en Allemagne de l’Est et rappelait à bien des égards les vieux films de westerns, notamment les scènes de bagarre dans les saloons et les affrontements entre les hommes.
De leur côté, Bruce Arthur Murray et Chris Wickham ont commenté que « cela aurait pu être l’un des films les plus importants de la République Démocratique Allemande - s’il avait été autorisé à faire ses preuves ».
Anke Pinkert note pour sa part un message féministe, courant dans le cinéma est-allemand, avec le personnage de Lutz comme protagoniste principal.

## Analyse
Stephen Brockmann a écrit que le motif principal de l’image était le soleil - refusé aux mineurs, travaillant sous terre, et souvent caché par la fumée et la suie. Alors que l'astre solaire servait alternativement d’allégorie à l’uranium caché dans la terre ou au bonheur personnel insaisissable des travailleurs, Brockmann déclarait qu’il symbolisait avant tout la société utopique promise que le communisme cherchait à établir et pour laquelle les mineurs devaient travailler dur dans les conditions des premières années de l’après-guerre.

## Censure
Cette interdiction de sortie est dû à représentation critique de l’exploitation minière par les autorités soviétiques. L’interdiction fut considérée comme une réussite par les opposants au film au sein du ministère de la Culture, qui considéraient le film comme trop libéral. Mira et Antonin Liehm écrivirent que beaucoup l’interprétèrent comme une intervention de ces fonctionnaires, et non seulement de la part des Soviétiques.
En 1972, après l'arrivée au pouvoir d’Erich Honecker, Wolf convainquit ce dernier d’autoriser la sortie du film dans les cinémas.

## Autre
Des extraits du film sont montrés dans le documentaire Rideau de fer, l'occupation soviétique (1/3) La main de Moscou.